# Karl Magnusson (biskop)
Karl Magnusson, död 1220, var en svensk katolsk biskop av Linköpings stift 1216–1220. Han deltog på korståg i Baltikum där han också stupade i fält.

## Biografi
Karl Magnusson var son till Magnus Minnesköld och Ingrid Ylva och halvbror till Eskil Magnusson samt bror till Birger jarl. Han var biskop av Linköpings stift mellan 1216 och 1220.
Magnusson medverkade i korståg till Baltikum. Han stupade tillsammans med sin farbror Karl Döve i slaget vid Leal (Lihula) i nuvarande Estland år 1220.
Karl Magnusson efterträddes på biskopsposten i Linköping av sin bror Bengt Magnusson.